# Hybrid-CD
Die Hybrid Compact Disc (Hybrid-CD) ist eine CD mit mehreren verschiedenen Dateisystemen, die eine Kombination von Audio- und Dateninhalten bietet, welche besonders in den 1990er Jahren populär war. 
Dazu gehören beispielsweise Daten-CD-ROMs mit einer Audio-CD-Spur. Im Speziellen werden CD-ROMs für Microsoft Windows und Apple Macintosh als Hybrid-CD bezeichnet, da sich auf ihnen sowohl ein ISO-9660-Dateisystem als auch ein HFS+-, bei älteren CDs ein HFS-Dateisystem, befindet. 
Eingesetzt werden Hybrid-CDs unter anderem bei Hypertext-Literatur und Computerspielen (für mehrere Systeme oder mit zusätzlicher Musik). Teilweise werden sie auch auf Audio-CDs zu Zwecken des Kopierschutzes verwendet.
Die Hybrid-CD erlaubt es, Musik auf einen CD-Player zu spielen und zusätzlich Daten wie Software auf einen Computer auszulesen. 
Hybrid-CDs nutzen unterschiedliche Sektoren auf der Disc für Audio- und Datenbereiche, was eine kompatible Wiedergabe in verschiedenen Gerätetypen ermöglicht. Dies macht sie attraktiv für Anwendungen, bei denen eine breite Kompatibilität erforderlich ist.
Die Verwendung von Hybrid-CDs ebnete den Weg für eine flexible Nutzung von Inhalten in einer Zeit, in der CD-Player und Computer unterschiedliche Medienstandards hatten. Obwohl sie heutzutage weniger verbreitet sind, haben Hybrid-CDs einen wichtigen Beitrag zur Entwicklung der Multimediadistribution geleistet.
Als Hybrid-ISO werden Abbilder bezeichnet, die identisch sowohl auf eine CD gebrannt als auch auf einen Massenspeicher wie USB-Stick geflasht werden können. Diese können auf beiden Datenträgern booten, indem zusätzlich zur CD-Boot-Struktur am Anfang ein Master Boot Record (bzw. ein GUID-Partitionstabelle) mit passendem Bootcode vorhanden ist.